# Програвач мультимедіа
Програвач мультимедіа (медіа-плеєр, англ. Media player) —тип комп'ютерних програм, призначених для відтворення мультимедіа файлів. Більшість програмних мультимедіа програвачів підтримують значну кількість медіа-форматів, включаючи аудіо і відео файли.
Деякі мультимедіа програвачі призначені для відтворення тільки аудіо або відео файлів і називаються, відповідно, програвачі аудіо (аудіоплеєри) і програвачі відео (відеоплеєри). В основному всі відеоплеєри діляться на кілька типів: Прості (для роботи на слабких ПК), Універсальні та Спеціалізовані (специфічні і професійні програми для вирішення унікальних завдань). Приблизно за таким же принципом діляться і аудіоплеєри. Розробники таких програвачів прагнуть зробити їх якомога зручнішим для відтворення відповідних форматів.
Поява відносно дешевих портативних аудіоплеєрів сприяла поширенню аудіокниги (звукової книги).
Операційна система Microsoft Windows уже містить у собі програвач медіа файлів Windows Media Player. Остання версія цього програвача, Windows Media Player 11, вбудована в операційну систему Windows Vista і доступна для скачування для Windows XP SP2. Операційна система Mac OS X поставляється з убудованим програвачем QuickTime Player, який призначений для відтворення відео у форматі QuickTime, і програвачем iTunes, призначеним для відтворення багатьох медіа-форматів. Для Unix/Linux популярні мультимедіа програвачі Amarok, Rhythmbox, VLC, Audacious, MPlayer, mpv, xine і Totem.

## Термінологія
Хоча даний термін звичайно посилається на комп'ютерне програмне забезпечення, він також використається для опису аналогового електричного або механічного устаткування для відтворення медіа-інформації.

## Програмне забезпечення
Список деяких мультимедіа програвачів
| Програмні мультимедіа програвачі | Програмні мультимедіа програвачі | Програмні мультимедіа програвачі | Програмні мультимедіа програвачі                   | Програмні мультимедіа програвачі |  |
| Назва                            | Аудіо                            | Відео                            | Операційна система                                 | Ліцензія                         |  |
| -------------------------------- | -------------------------------- | -------------------------------- | -------------------------------------------------- | -------------------------------- |  |
| Adobe Media Player               | Так                              | Так                              | Windows, Mac OS X                                  | власна                           |  |
| Aimp                             | Так                              | Ні                               | Windows                                            | власна                           |  |
| Amarok                           | Так                              | Ні                               | POSIX-сумісні                                      | GPL                              |  |
| aTunes                           | Так                              | Ні                               | Windows, Linux, Solaris, Mac OS X, FreeBSD         | GPL                              |  |
| Audacious                        | Так                              | Ні                               | POSIX-сумісні                                      | GPL                              |  |
| Banshee                          | Так                              | Ні                               | POSIX-сумісні                                      | MIT                              |  |
| BearShare                        | Так                              | Ні                               | Windows                                            | власна                           |  |
| Beep Media Player                | Так                              | Ні                               | POSIX-сумісні                                      | GPL                              |  |
| BS.Player                        | Так                              | Так                              | Windows                                            | власна                           |  |
| cmus                             | Так                              | Ні                               | POSIX-сумісні                                      | GPL                              |  |
| DeaDBeeF                         | Так                              | Ні                               | UNIX-подібні                                       | GPL, LGPL                        |  |
| Foobar2000                       | Так                              | Ні                               | Windows                                            | власна                           |  |
| GOM Player                       | Так                              | Так                              | Windows                                            | власна                           |  |
| iMesh                            | Так                              | Ні                               | Mac, Windows                                       | власна                           |  |
| iTunes                           | Так                              | Так                              | Mac, Windows                                       | власна                           |  |
| jetAudio                         | Так                              | Так                              | Windows                                            | власна, безплатна базова версія  |  |
| JRiver Media Center              | Так                              | Так                              | Windows                                            | власна                           |  |
| Kaffeine Player                  | Так                              | Так                              | POSIX-сумісні                                      | GPL                              |  |
| Light Alloy                      | Так                              | Так                              | Windows                                            | власна                           |  |
| MediaMonkey                      | Так                              | Ні                               | Windows                                            | власна                           |  |
| Media Player Classic             | Так                              | Так                              | Windows                                            | GPL                              |  |
| MPlayer                          | Так                              | Так                              | POSIX-сумісні, Mac OS X, Windows, AmigaOS, MorphOS | GPL                              |  |
| mpv                              | Так                              | Так                              | Linux/Unix, Windows, Mac OS X, BeOS, BSD           | GPL                              |  |
| MusicMatch Jukebox               | Так                              | Ні                               | Windows                                            | власна                           |  |
| Napster                          | Так                              | Ні                               | Windows                                            | власна                           |  |
| Narrowstep Player                | Так                              | Так                              | Всі                                                | власна                           |  |
| PowerDVD                         | Ні                               | Так                              | Windows                                            | власна (CyberLink)               |  |
| Quicktime                        | Так                              | Так                              | Mac OS X, Windows                                  | власна (Apple)                   |  |
| RealPlayer                       | Так                              | Так                              | Linux, Windows, Mac OS X, Palm OS, Symbian OS      | власна                           |  |
| Rhythmbox                        | Так                              | Ні                               | POSIX-сумісні                                      | GNU LGPL                         |  |
| Snow Player                      | Так                              | Так                              | Windows                                            | власна                           |  |
| Quod Libet                       | Так                              | Ні                               | POSIX-сумісні, Mac OS X, Windows, AmigaOS, MorphOS | GPL                              |  |
| VLC                              | Так                              | Так                              | Linux/Unix, Windows, Mac OS X, BeOS, BSD           | GPL                              |  |
| Winamp                           | Так                              | Так                              | Windows                                            | власна                           |  |
| Windows Media Player             | Так                              | Так                              | Windows, Mac OS X                                  | власна                           |  |
| WinDVD                           | Ні                               | Так                              | Windows                                            | власна (InterVideo)              |  |
| XBMC (XBox Media Center)         | Так                              | Так                              | Xbox game-console, Windows (partial port to Win32) | GPL / LGPL                       |  |
| xine                             | Так                              | Так                              | Linux, FreeBSD, Solaris, IRIX, Mac OS X            | GPL                              |  |
| XMMS                             | Так                              | Ні                               | POSIX-сумісні                                      | GPL                              |  |
| Yahoo! Music Jukebox             | Так                              | Ні                               | Windows                                            | власна                           |  |
| Zinf                             | Так                              | Ні                               | Linux, Windows                                     | GPL                              |  |
| Zoom Player                      | Так                              | Так                              | Windows                                            | власна                           |  |

Багато мультимедіа програвачів використовують бібліотеки, які призначені для систематизації й каталогізації музики й відео по категоріях, таким як жанр, рік запису, оцінка й ін. Гарним прикладом мультимедиа програвачів, які використають бібліотеки є Winamp, Windows Media Player, iTunes, RealPlayer і Amarok.